# Chapelle Saint-Tropez-des-Platanes de Saint-Tropez
La chapelle Saint-Tropez-des-Platanes de Saint-Tropez est une chapelle édifiée au XVIe siècle et inscrite au titre des monuments historiques depuis le 4 mars 1954. Elle est située dans la commune de Saint-Tropez, dans le département du Var, en France.